# L'Homme à la tortue
L'Homme à la tortue  — Live Flesh dans l'édition originale britannique — est un roman policier publié par Ruth Rendell en 1986. L'œuvre remporte le Gold Dagger Award 1986.

## Résumé
Victor Jenner, jeune homme renfermé, est un violeur. Un jour, il séquestre une jeune fille et, au moment de son arrestation par la police, blesse et laisse paralysé le jeune détective David Fleetwood qui venait de le convaincre de relâcher sa victime. À son procès, Victor clame son innocence, affirmant que ses actions ont été commises contre sa volonté et ont même été provoquées par sa victime. La cour le condamne à la prison.
Dix ans plus tard, Victor a purgé sa peine et retourne à la vie civile. David est devenu entre-temps un héros célébré pour son courage. Il doit se marier bientôt avec Clare. Par vengeance et par identification - car il cherche à obtenir un peu de la célébrité de David - Victor tente de séduire la fiancée, puis est repris par ses fantasmes de viol et par sa phobie des tortues, résultant d'un choc reçu lorsqu'il n'était qu'un enfant.

## Prix et honneurs
- Gold Dagger Award 1986

## Éditions
Édition originale en anglais
- (en) Ruth Rendell, Live Flesh, Londres, Hutchinson, 1986 (OCLC 13485433) - édition britannique

Éditions françaises
- (fr) Ruth Rendell (auteur) et Michel Courtois-Fourcy (traducteur) (trad. de l'anglais), L'Homme à la tortue : roman [« Live Flesh »], Paris, Calmann-Lévy, 1987, 298 p. (ISBN 2-7021-1635-3, BNF 34644793)
- (fr) Ruth Rendell (auteur) et Michel Courtois-Fourcy (traducteur), L'Homme à la tortue [« Live Flesh »], Paris, Presses Pocket, coll. « Presses Pocket no 2875 », 1988, 315 p. (ISBN 2-266-02235-0, BNF 34956302)
- (fr) Ruth Rendell (auteur) et Michel Courtois-Fourcy (traducteur), L'Homme à la tortue [« Live Flesh »], Paris, Librairie générale française, coll. « Le Livre de poche no 4316 », 1992, 349 p. (ISBN 2-253-05964-1, BNF 35500533)
- (fr) Ruth Rendell (auteur) et Michel Courtois-Fourcy (traducteur), L'Homme à la tortue [« Live Flesh »], Paris, Robert Laffont, dans le volume omnibus Œuvres, coll. « Bouquins », 1992, 1148 p. (ISBN 2-221-07257-X, BNF 35504616)
- (fr) Ruth Rendell (auteur) et Michel Courtois-Fourcy (traducteur), En chair et en os (L'Homme à la tortue) [« Live Flesh »], Paris, Librairie générale française, coll. « Le Livre de poche no 4316 », 1997, 318 p. (ISBN 2-253-05964-1, BNF 36190241)

## Adaptation cinématographique
- 1997 : En chair et en os (Carne trémula), film espagnol réalisé par Pedro Almodóvar, avec Javier Bardem et Francesca Neri

## Sources
- Jean Tulard, Dictionnaire du roman policier : 1841-2005. Auteurs, personnages, œuvres, thèmes, collections, éditeurs, Paris, Fayard, 2005, 768 p. (ISBN 978-2-915793-51-2, OCLC 62533410), p. 353.